# 1336

## Naixements
- 8 d'abril, Xahrisabz (a l'actual Uzkekistan): Tamerlà, militar mongol (m. 1405).[1]

## Necrològiques
- 25 d'abril, Barcelona: Abadessa Sobirana d'Olzet, primera abadessa del monestir de Pedralbes, de Barcelona.[2]
- Alfons III el Benigne.
- Cino da Pistoia, escriptor i polític toscà